# Győröcske, Szabolcs-Szatmár-Bereg
Győröcske  este un sat în districtul Záhony, județul Szabolcs-Szatmár-Bereg, Ungaria, având o populație de 125 de locuitori (2011). 

## Demografie
Componența etnică a satului Győröcske
     Maghiari (96,69%)
     Ucraineni (3,31%)
Componența confesională a satului Győröcske
     Reformați (50,4%)
     Romano-catolici (19,2%)
     Fără religie (4%)
     Greco-catolici (3,2%)
     Necunoscută (23,2%)
Conform recensământului din 2011, satul Győröcske avea 125 de locuitori. Din punct de vedere etnic, majoritatea locuitorilor (96,69%) erau maghiari, cu o minoritate de ucraineni (3,31%).  Din punct de vedere confesional, majoritatea locuitorilor (50,4%) erau reformați, existând și minorități de romano-catolici (19,2%), persoane fără religie (4,0%) și greco-catolici (3,2%). Pentru 23,2% din locuitori nu este cunoscută apartenența confesională.